# Гридин, Алексей Дмитриевич
Алексе́й Дми́триевич Гри́дин (1908 — 28 февраля 1974) — советский конструктор угледобывающих машин.

## Биография
Главный инженер Государственного проектно-конструкторского и экспериментального института угольного машиностроения (Гипроуглемаш).
Доктор технических наук. Автор 25 зарегистрированных изобретений.
Скоропостижно скончался  28 февраля 1974 года.

## Награды и премии
- Сталинская премия первой степени (1951) — за изобретение и внедрение угольных комбайнов для разработки тонких пологопадающих угольных пластов (за создание комбайна УКТ-1, — руководитель работы и главный конструктор проекта)
- Государственная премия СССР (1968) — за создание и внедрение комплексов оборудования КМ 87 на базе передвижной крепи для полной механизации работ в угольных лавах пологих пластов малой мощности
- орден Трудового Красного Знамени
- орден «Знак Почёта»
- медали